# Okinawa-præfekturet
 For alternative betydninger, se Okinawa. (Se også artikler, som begynder med Okinawa)
Okinawa-præfekturet  (japansk: 沖縄県, Okinawa-ken) er Japans sydligste præfektur. Det består af hundreder af øer i den over 1000 km lange øgruppe Ryukyuøerne, der strækker sig fra den sydvestlige hovedø Kyūshū til Taiwan. Præfekturets hovedby, Naha, ligger i den sydlige del af den største og mest beboede ø, Okinawa, der ligger ca. halvvejs mellem Kyūshū og Taiwan.

## Historie
I 1879 blev monarkiet i Okinawa afskaffet og Okinawa blev underlagt Japan som et præfektur.

## Personer fra Okinawa-præfekturet
- Matayoshi Eiki (1947-), forfatter, født i Urasoe
- Gackt (1973-), sanger
- Namie Amuro (1977-), sanger